# Voleibol en los Juegos del Pacífico 2019
El Voleibol en los Juegos del Pacífico 2019 se llevó a cabo del 8 al 20 de julio en el Samoa Sports Complex de Apia, Samoa.

## Participantes
Participaron 11 selecciones en masculino y siete en femenino:

### Masculino
| Grupo A                          | Grupo B                                             | Grupo C                                        | Grupo D                    |
| -------------------------------- | --------------------------------------------------- | ---------------------------------------------- | -------------------------- |
| - Samoa - Samoa Americana - Guam | - Nueva Caledonia - Polinesia Francesa - Micronesia | - Samoa Americana - Tonga - Papúa Nueva Guinea | - Wallis y Futuna - Tuvalu |

### Femenino
| Grupo A                                          | Grupo B                                                  |
| ------------------------------------------------ | -------------------------------------------------------- |
| - Samoa - Islas Salomón - Wallis y Futuna - Guam | - Nueva Caledonia - Polinesia Francesa - Samoa Americana |

## Resultados
| Evento    | Oro             | Plata           | Bronce          | Ref   |
| --------- | --------------- | --------------- | --------------- | ----- |
| Masculino | Tahití          | Wallis y Futuna | Nueva Caledonia | [ 3 ] |
| Femenino  | Nueva Caledonia | Tahití          | Samoa           | [ 3 ] |

## Medallero
| # | País               | Medalla de oro | Medalla de plata | Medalla de bronce | Total |
| - | ------------------ | -------------- | ---------------- | ----------------- | ----- |
| 1 | Polinesia Francesa | 1              | 1                | 0                 | 2     |
| 2 | Nueva Caledonia    | 1              | 0                | 1                 | 2     |
| 3 | Wallis y Futuna    | 0              | 1                | 0                 | 1     |
| 4 | Samoa              | 0              | 0                | 1                 | 1     |